# Life of a Ghost
Life of a Ghost è il terzo album discografico del gruppo musicale danese Blue Foundation, pubblicato nel 2007.

## Tracce
1. Stuck in a Hard Place – 5:12
2. Enemy – 3:31
3. Eyes On Fire – 5:02
4. Distant Dreams (Voices) – 4:40
5. Little by Little – 3:38
6. Stained – 3:32
7. Ghost – 4:15
8. Talk to Me – 3:41
9. Empty Wall – 3:16
10. Hero Across the Sky – 5:15
11. Watch You Sleeping – 6:34
12. Equilibrium – 3:41